# Brass Trio
Albums de Sonny Rollins
Newk's Time
(1957) Freedom Suite
(1958)
Brass Trio est un album du saxophoniste ténor Sonny Rollins sorti en 1958 sur le label MetroJazz. Le disque LP est constitué de deux parties, quatre titres sont enregistrés en big band sur des arrangements de Ernie Wilkins, les autres en trio avec le contrebassiste Henry Grimes et le batteur Charles Wright. L'album est réédité en 1962 sur le label Verve avec le nom Sonny Rollins / Brass, Sonny Rollins / Trio.

## Titres
| N° | Titre                                  | Compositeur                   | Durée |
| -- | -------------------------------------- | ----------------------------- | ----- |
| 1. | Who Cares?                             | George Gershwin, Ira Gershwin | 3:57  |
| 2. | Love Is a Simple Thing                 | Arthur Siegel                 | 3:01  |
| 3. | Grand Street                           | Sonny Rollins                 | 5:54  |
| 4. | Far out East                           | Ernie Wilkins                 | 4:32  |
| 5. | What's My Name?                        | David Saxon, Robert Wells     | 3:47  |
| 6. | If You Were the Only Girl in the World | Nat Ayer, Clifford Grey       | 5:08  |
| 7. | Manhattan                              | Rodgers Hart                  | 4:30  |
| 8. | Body & Soul                            | Johnny Green, Edward Heyman   | 4:18  |

## Enregistrement
Les titres 1 à 4 sont enregistrés le 11 juillet 1958 aux Metropolitan Studios à New York.
| Musicien                                  | Instrument      | Titre |  | Équipe technique |                          |
| ----------------------------------------- | --------------- | ----- |  | ---------------- | ------------------------ |
| Sonny Rollins                             | saxophone ténor | 1-8   |  | Leonard Feather  | supervision, liner notes |
| Reunald Jones, Ernie Royal, Clark Terry   | trompette       | 1-4   |  |                  |                          |
| Billy Byers, Jimmy Cleveland, Frank Rehak | trombone        | 1-4   |  |                  |                          |
| Nat Adderley                              | cornet          | 1-4   |  |                  |                          |
| Don Butterfield                           | tuba            | 1-4   |  |                  |                          |
| Dick Katz                                 | piano           | 1-4   |  |                  |                          |
| Henry Grimes                              | contrebasse     | 1-8   |  |                  |                          |
| Rene Thomas                               | guitare         | 1-4   |  |                  |                          |
| Ernie Wilkins                             | arrangeur       | 1-4   |  |                  |                          |
| Roy Haynes                                | batterie        | 1-4   |  |                  |                          |
| Charles Wright                            | batterie        | 5-8   |  |                  |                          |